# Hans Weijs Jr.
Hans Weijs (ur. 19 grudnia 1986 w Elst) – holenderski kierowca rajdowy. Od 2006 roku jeździ w mistrzostwach świata. Jego ojciec Hans Weijs także startował w rajdach.

## Życiorys
Swoją karierę w sportach motorowych Weijs rozpoczął w 2004 roku. W 2005 roku zaczął startować w mistrzostwach Holandii. W sierpniu 2006 roku zadebiutował w mistrzostwach świata. Pilotowany przez Johna Ravena i jadący Mitsubishi Lancerem Evo VIII ukończył wówczas Rajd Niemiec 39. pozycji. W tym samym roku pojechał również w Rajdzie Wielkiej Brytanii i był w nim 60. W 2007 roku wystąpił w sześciu rajdach mistrzostw świata.
W 2008 roku Weijs wziął udział w serii Junior WRC jadąc samochodem Citroën C2 R2 w zespole KNAF Talent First. Dwukrotnie zdobył po jednym punkcie za 8. miejsca w Rajdzie Sardynii i Rajdzie Finlandii. W 2009 roku zajął 5. miejsce w Junior WRC. Wygrał Rajd Hiszpanii w JWRC, a w Rajdzie Portugalii był trzeci.
W 2010 roku Weijs wywalczył wicemistrzostwo serii Junior WRC. W Rajdzie Bułgarii przyjechał na drugiej pozycji. Wygrał Rajd Niemiec, w Rajdzie Francji był drugi, a w Rajdzie Hiszpanii – trzeci. W klasyfikacji przegrał o 4 punkty z Niemcem Aaronem Burkartem.
W 2011 roku Weijs jeździł w mistrzostwach Holandii, a także zaliczył jeden start w mistrzostwach świata, w Rajdzie Niemiec (13. miejsce) oraz jeden w Intercontinental Rally Challenge, w Rajdzie Ypres (2. miejsce).

## Występy w rajdach WRC
| Sezon | Zespół                           | Samochód                                            | 1       | 2        | 3          | 4          | 5             | 6         | 7             | 8         | 9      | 10              | 11            | 12              | 13              | 14        | 15              | 16 | Punkty | Miejsce |
| ----- | -------------------------------- | --------------------------------------------------- | ------- | -------- | ---------- | ---------- | ------------- | --------- | ------------- | --------- | ------ | --------------- | ------------- | --------------- | --------------- | --------- | --------------- | -- | ------ | ------- |
| 2006  | Hans Weijs Jr.                   | Mitsubishi Lancer Evo VIII Ford Fiesta ST           | Monako  | Szwecja  | Meksyk     | Hiszpania  | Francja       | Argentyna | Włochy        | Grecja    | 39     | Finlandia       | Japonia       | Cypr            | Turcja          | Australia | Nowa Zelandia   | 60 | 0      | -       |
| 2007  | Hans Weijs Jr. Knaf Talent First | Mitsubishi Lancer Evo IX Mitsubishi Lancer Evo VIII | Monako  | Szwecja  | Norwegia   | Meksyk     | Portugalia    | Argentyna | 27            | Grecja    | NU     | 22              | Nowa Zelandia | 31              | Francja         | Japonia   | 32              | 31 | 0      | -       |
| 2008  | Knaf Talent First                | Citroën C2 R2                                       | Monako  | Szwecja  | Meksyk     | Argentyna  | NU            | 27        | Grecja        | Turcja    | 40     | NU              | Nowa Zelandia | NU              | 37              | Japonia   | Wielka Brytania |    | 0      | -       |
| 2009  | Knaf Talent First                | Citroën C2 S1600                                    | NU      | Norwegia | Cypr       | 22         | Argentyna     | 21        | Grecja        | 17        | 43     | Australia       | 12            | Wielka Brytania |                 |           |                 |    | 0      | -       |
| 2010  | Knaf Talent First                | Citroën C2 S1600                                    | Szwecja | Meksyk   | Jordania   | Turcja     | Nowa Zelandia | NU        | 14            | Finlandia | 22     | Japonia         | 24            | 18              | Wielka Brytania |           |                 |    | 0      | -       |
| 2011  | Volkswagen Motorsport            | Škoda Fabia S2000                                   | Szwecja | Meksyk   | Portugalia | Jordania   | Włochy        | Argentyna | Grecja        | Finlandia | 13     | Australia       | Francja       | Hiszpania       | Wielka Brytania |           |                 |    | 0      | -       |
| 2012  | Qatar World Rally Team           | Citroën DS3 WRC                                     | Monako  | Szwecja  | Meksyk     | Portugalia | Argentyna     | Grecja    | Nowa Zelandia | Finlandia | Niemcy | Wielka Brytania | Francja       | Włochy          | NU              |           |                 |    | 0      | -       |

## Występy w JWRC
| Sezon | Zespół            | Samochód         | 1      | 2      | 3     | 4     | 5      | 6      | 7      | 8     | 9 | Punkty | Miejsce |
| ----- | ----------------- | ---------------- | ------ | ------ | ----- | ----- | ------ | ------ | ------ | ----- | - | ------ | ------- |
| 2008  | Knaf Talent First | Citroën C2 R2    | MEX    | JOR NU | ITA 8 | FIN 8 | DEU NU | ESP NU | FRA 12 |       |   | 2      | 17.     |
| 2009  | Knaf Talent First | Citroën C2 S1600 | IRL NU | CYP    | POR 3 | ARG   | ITA 6  | POL 4  | FIN 7  | ESP 1 |   | 26     | 5.      |
| 2010  | Knaf Talent First | Citroën C2 S1600 | TUR    | POR NU | BUL 2 | DEU 1 | FRA 2  | ESP 3  |        |       |   | 76     | 2.      |

## Występy w rajdach IRC
| Sezon | Zespół         | Samochód          | 1   | 2   | 3   | 4   | 5     | 6   | 7   | 8   | 9   | 10  | 11  | 12 | 13 | Punkty | Miejsce |
| ----- | -------------- | ----------------- | --- | --- | --- | --- | ----- | --- | --- | --- | --- | --- | --- | -- | -- | ------ | ------- |
| 2011  | Hans Weijs Jr. | Škoda Fabia S2000 | MON | KAN | KOR | JAŁ | YPR 2 | AZO | BAR | MEC | SAN | SZK | CYP |    |    | 18     | 13.     |